# Mezzogiorno italiano
Mezzogiorno italiano è stato un programma televisivo italiano, spin-off di Unomattina estate, andato in onda su Rai 1 nel 2015 con la conduzione di Arianna Ciampoli e Federico Quaranta.

## Il programma
Il programma si occupava di territorio, cucina e tradizioni nostrane nonché dell’Expo di Milano con grandi chef e protagonisti dello spettacolo appassionati di cibo e cultura; i collegamenti dai padiglioni dell’Expo hanno raccontato dal vivo l'evento. Nel programma erano presenti anche momenti per conoscere i tesori d'Italia, le feste e le tradizioni popolari.

## Edizioni
| Edizione | Anno | Conduzione       | Conduzione        | Periodo        | Periodo          | Puntate |
| Edizione | Anno | Conduzione       | Conduzione        | Inizio         | Fine             | Puntate |
| -------- | ---- | ---------------- | ----------------- | -------------- | ---------------- | ------- |
| 1ª       | 2015 | Arianna Ciampoli | Federico Quaranta | 1º giugno 2015 | 4 settembre 2015 | 68      |

## Audience
| Edizione | Rete televisiva | Anno | Programmazione | Programmazione | Programmazione | Programmazione | Programmazione | Programmazione | Programmazione | Telespettatori | Share  |
| Edizione | Rete televisiva | Anno | L              | M              | M              | G              | V              | S              | D              | Telespettatori | Share  |
| -------- | --------------- | ---- | -------------- | -------------- | -------------- | -------------- | -------------- | -------------- | -------------- | -------------- | ------ |
| 1ª       | Rai 1           | 2015 |                |                |                |                |                |                |                | 1.028.000      | 13,60% |